# البنك السعودي المتحد
البنك السعودي المتحد بنك سعودي سابق، نشأ في عام 1996، بعد اندمج في بنك القاهرة السعودي والبنك السعودي التجاري المتحد. تحت اسم البنك السعودي المتحد، وبعد سنتين من ذلك استحوذ البنك السعودي الأمريكي والتي تعرف حالياً باسم مجموعة سامبا المالية على البنك السعودي المتحد.